# Naisten Mestis
Naisten Mestis (bis 2012 Naisten I-divisioona) ist die zweite Spielklasse im finnischen Fraueneishockey unterhalb der Auroraliiga. Unterhalb der Mestis befindet sich die Naisten Suomi-sarja. Sie wird vom finnischen Eishockeybund Suomen Jääkiekkoliitto seit 1985, als die höchste Spielklasse auf acht Teilnehmer begrenzt wurde, durchgeführt.

## Meister
- 2024: HIFK Akatemia
- 2023: HIFK Akatemia
- 2022: HIFK Akatemia
- 2021: keine Vergabe
- 2020: APV
- 2019: Helsingfors IFK
- 2018: TPS Turku
- 2017: Vaasan Sport
- 2016: Lukko Rauma
- 2015: LL-89
- 2014: RoKi
- 2013: KJT Hyrylä
- 2012: KJT Tuusula
- 2011: IHK Helsinki
- 2000: KalPa Kuopio
- 2009: APV Kuortane
- 2008: Salo HT
- 2007: APV Kuortane
- 2006: EVU Vantaa
- 2005: TPS Turku
- 2004: LoKV Lohja
- 2003: KalPa, APV Kuortane, TPS Turku und Hunters Porvoo nahmen an der Aufstiegsrunde teil
- 2002: TPS Turku
- 2001: Hämeenlinnan Pallokerho (HPK)
- 1991: Ketterä Imatra
- 1990: EKS Espoo
- 1989: Tiikerit Hämeenlinna
- 1988: Ilves-Kiekko Tampere
- 1987: Tiikerit Hämeenlinna
- 1986: Keravan Shakers